# مسجد منگاباد
مسجد منگاباد مربوط به دوره پهلوی اول است و در مهریز، محله منگاباد، جنب پارک سرو واقع شده و این اثر در تاریخ ۱۴ اسفند ۱۳۸۵ با شمارهٔ ثبت ۱۷۸۸۵ به‌عنوان یکی از آثار ملی ایران به ثبت رسیده است.